# Malaxis foliosa
Malaxis foliosa là một loài thực vật có hoa trong họ Lan. Loài này được W.Kittr. mô tả khoa học đầu tiên năm 1984.